# Гоппегартен
Гоппегартен (нім. Hoppegarten) — громада в Німеччині, розташована в землі Бранденбург. Входить до складу району Меркіш-Одерланд.
Площа — 31,88 км2. Населення становить 18 202 ос. (станом на 31 грудня 2020).

## Демографія
- Динаміка населення з 1875 року в сучасних кордонах (Синя лінія: населення; Пунктир: відносна порівняльна динаміка населення землі Бранденбург; Сірий фон: період Третього рейху; Помаранчевий фон: період НДР)
- Динаміка населення (синя лінія) і прогнози

| Рік  | Населення |
| ---- | --------- |
| 1875 | 1 312     |
| 1890 | 1 604     |
| 1910 | 2 363     |
| 1925 | 3 312     |
| 1939 | 6 763     |
| 1950 | 6 837     |
| 1964 | 7 065     |

| Рік  | Населення |
| ---- | --------- |
| 1971 | 7 060     |
| 1981 | 6 921     |
| 1985 | 6 689     |
| 1990 | 6 283     |
| 1995 | 7 379     |
| 2000 | 12 221    |
| 2005 | 14 715    |

| Рік  | Населення |
| ---- | --------- |
| 2010 | 16 802    |
| 2015 | 17 636    |
| 2016 | 17 806    |
| 2017 | 17 966    |
| 2018 | 18 048    |
| 2019 | 18 079    |
| 2020 | 18 202    |

Джерела даних вказані на Wikimedia Commons.

## Галерея

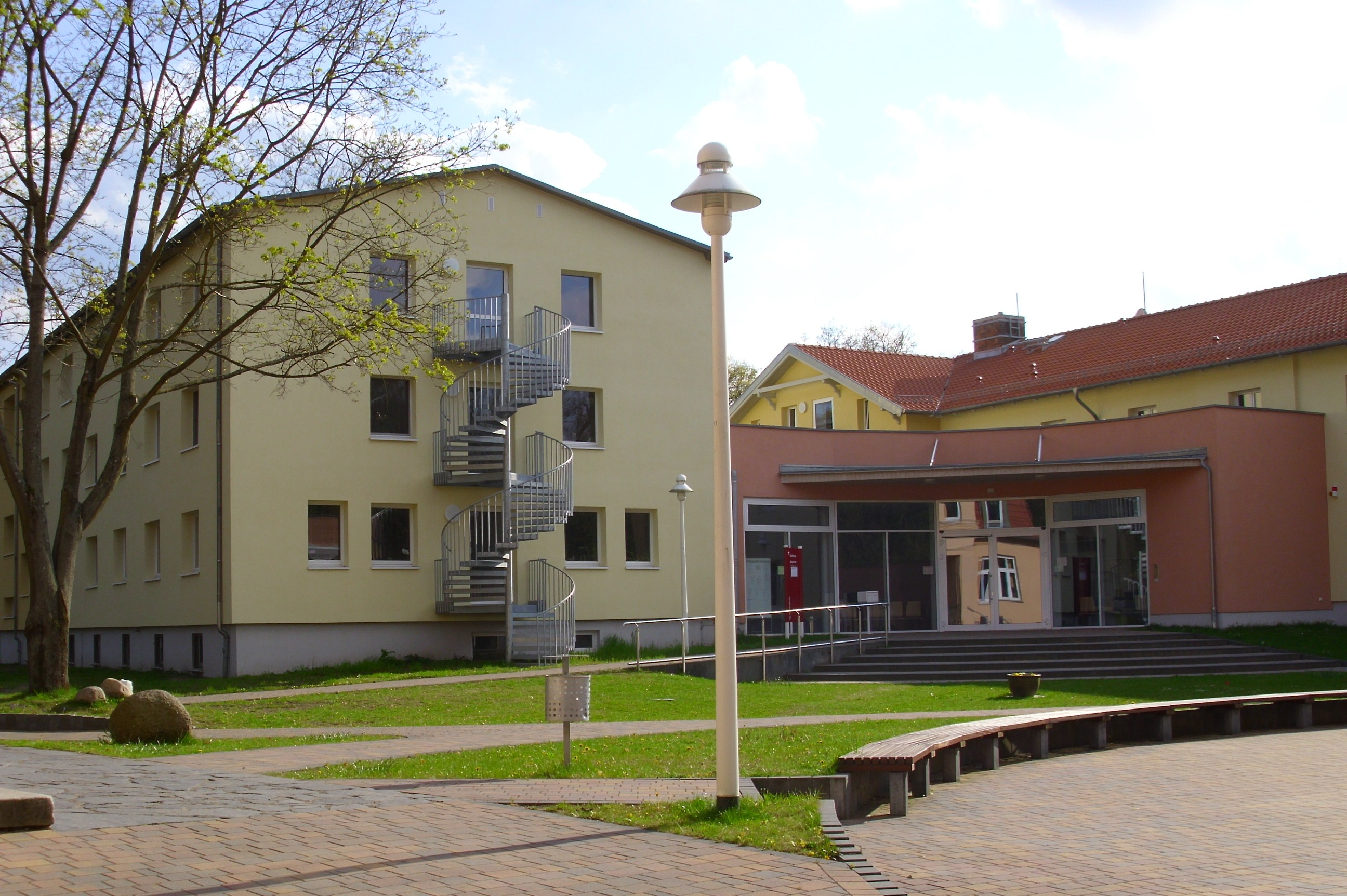
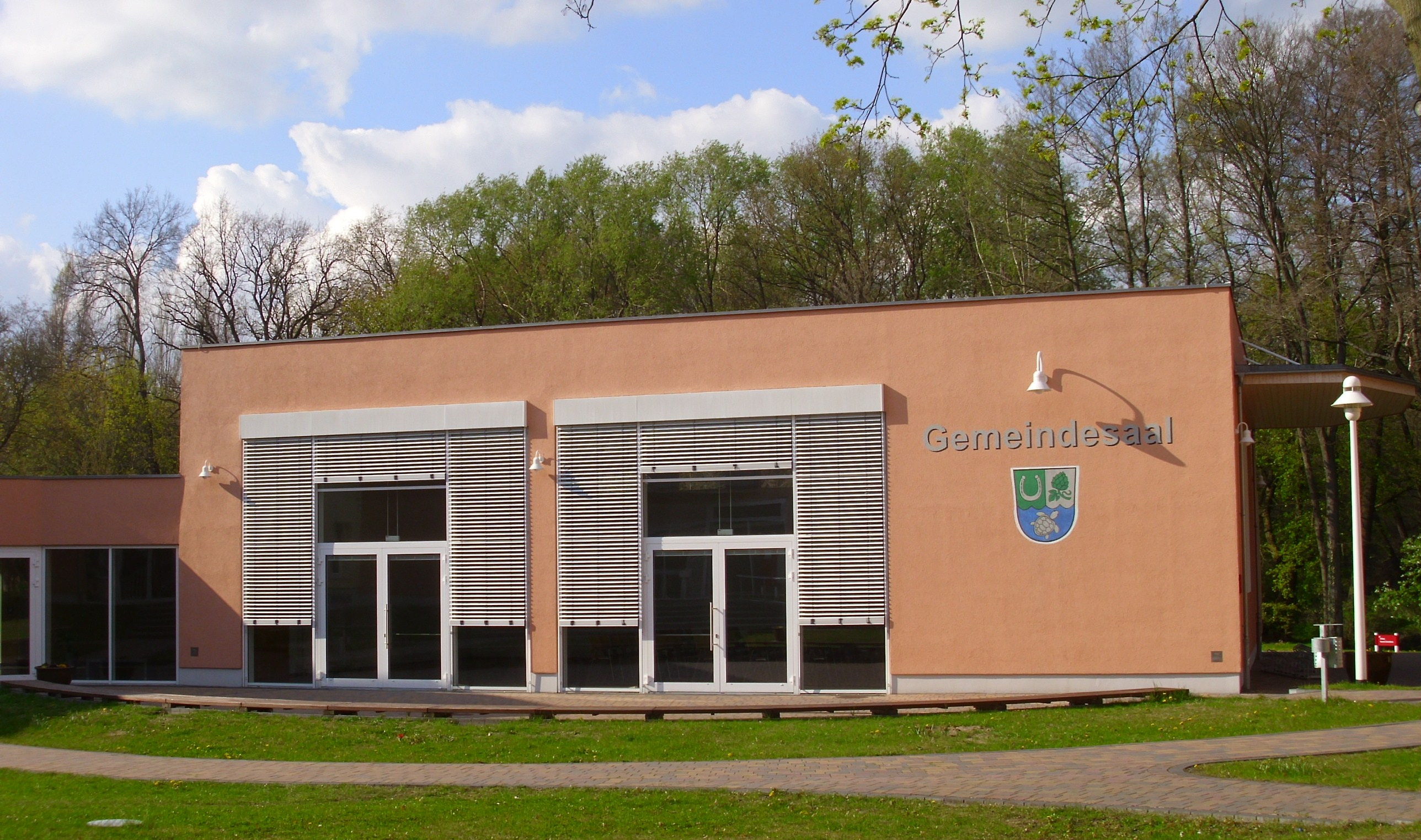
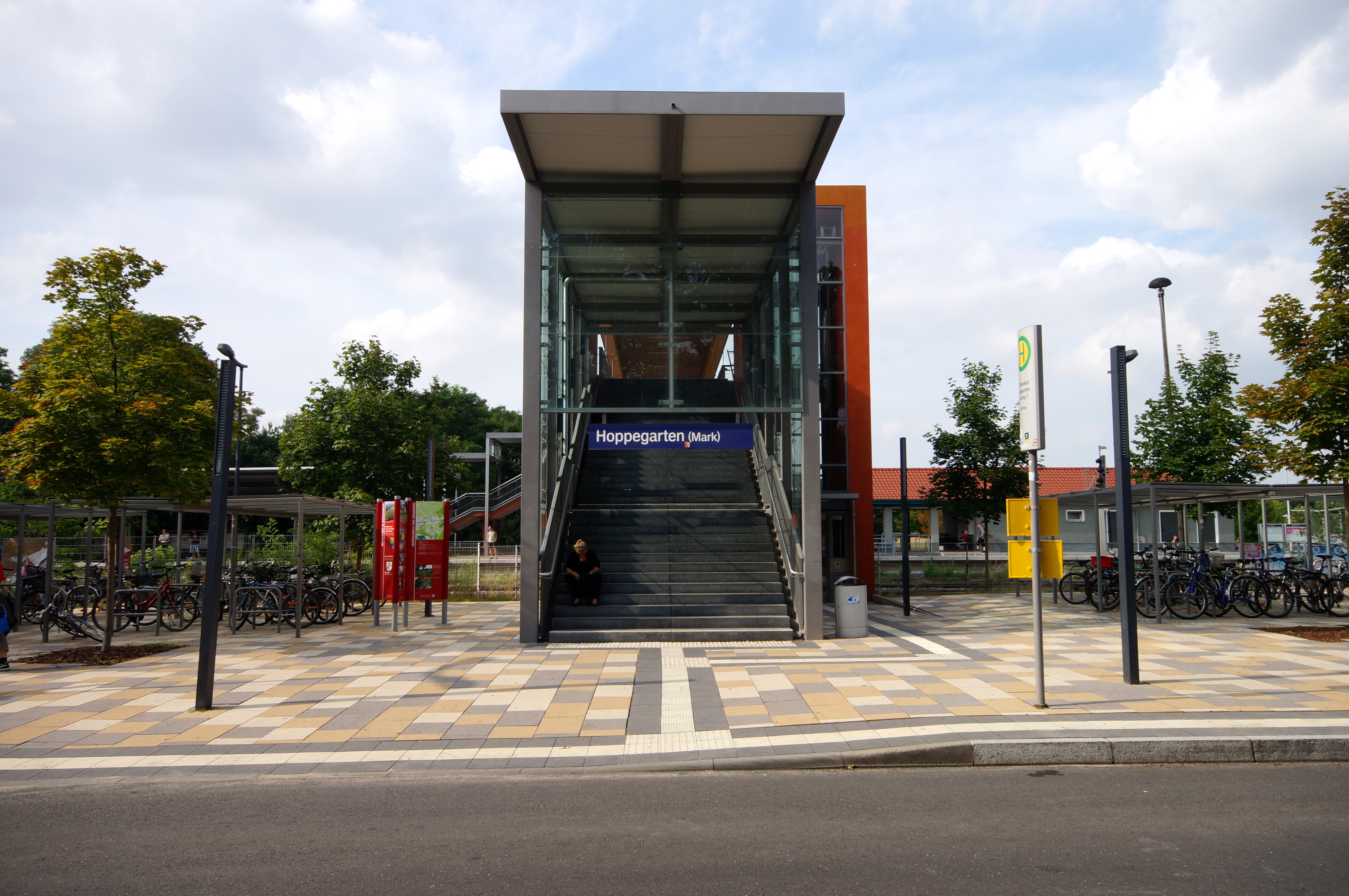
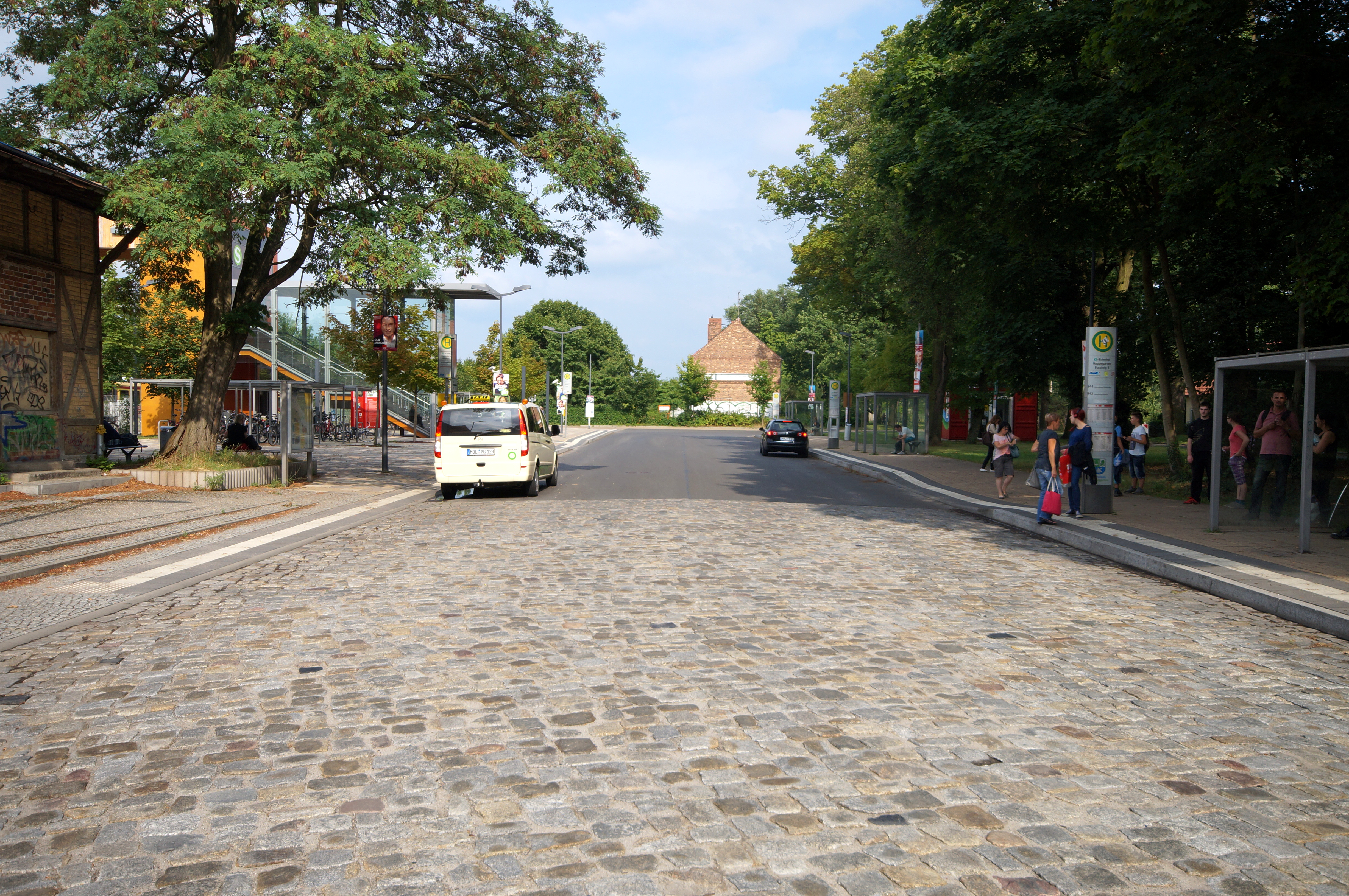